# Johann Georg Kapfer
Johann Georg Kapfer (* um 1720; † 25. September 1794 in Trostberg) war ein deutscher Bildhauer des Rokoko.

## Leben und Werk
Die Familie Kapfer war um 1750 aus Neumarkt-St. Veit nach Trostberg gezogen. Vermutlich war Kapfer um 1758 zusammen mit dem Maler Franz Joseph Soll und dem Baumeister Franz Alois Mayr an der Ausgestaltung der Kirche von Margarethenberg, später von Kloster Baumburg und Raitenhaslach beteiligt. Zu den erhaltenen Hauptwerken des Trostberger Bildschnitzers, der häufiger mit dem Baumeister  Mayr zusammenarbeitete, zählen die beiden vorderen Seitenaltäre der Wallfahrtskirche Maria Königin des Rosenkranzes in Marienberg bei Burghausen (1765), der Hochaltar für die Kirche Mariä Geburt (Traunwalchen) (1768) und von Kloster Heilig Schutzengel (Burghausen) sowie die Wandaltäre von St. Mariä Himmelfahrt (Feichten an der Alz) (1785). Auch schuf er die drei Altäre und die Kanzel der wiederaufgebauten Nikolauskirche im damaligen Laufen (heute zu Oberndorf bei Salzburg) (ca. 1778).
Sein Sohn (Joseph) Benedikt Kapfer führte die Werkstatt fort. Zu seinen Werken zählen Kruzifix und Marienstatue in der Friedhofskirche St. Michael  und das Chorgestühl in der Stiftspfarrkirche St. Philipp und Jakob, beide in Altötting.